# Grasica

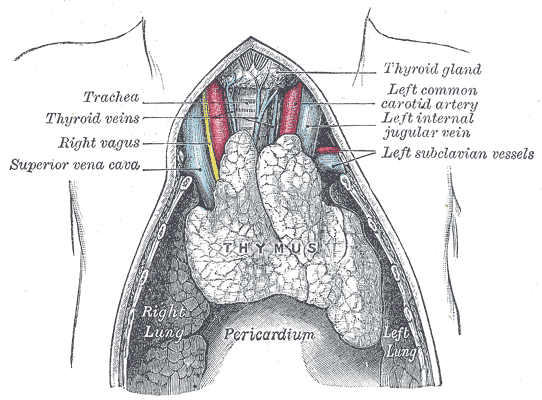
Grasica i jej położenie w klatce piersiowej

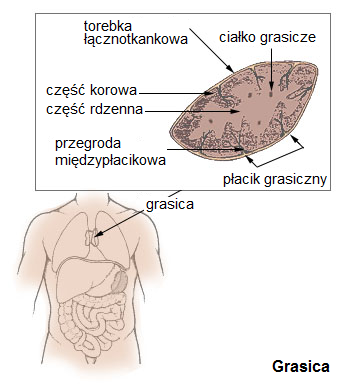
budowa grasicy

Grasica (łac. glandula thymus) – gruczoł, będący narządem wchodzącym w skład układu limfatycznego.
Grasica znajduje się w śródpiersiu górnym, tuż za mostkiem. Jest otoczona torebką łącznotkankową. Zbudowana jest z kory podzielonej na zraziki przegrodami łącznotkankowymi i z rdzenia wspólnego dla wszystkich zrazików kory. Zrąb tego narządu stanowią, w przeciwieństwie do innych narządów limfatycznych, komórki nabłonkowe pochodzenia endodermalnego.
Charakterystycznymi cechami grasicy są: zjawisko inwolucji (czyli powrotu do pierwotnego rozmiaru, zanik), gromadzenia się w narządzie tkanki tłuszczowej, oraz występowanie w części rdzennej tzw. ciałek Hassalla.
Grasica produkuje szerszą grupę hormonów takich jak:
- tymozyna
- grasiczy czynnik humoralny (THF)
- tymulina
- tymopoetyna
- tymopentyna
- tymostymulina.

Głównymi komórkami grasicy są limfocyty (tymocyty) i komórki nabłonkowe.
Grasica powiększa się do 2. roku życia, pozostaje duża do okresu dojrzewania (waży ok. 25 g), po czym zmniejsza się (po 60. roku życia waży nawet mniej niż 0,5 g). Jest centralnym (pierwotnym) narządem limfatycznym, kontrolującym rozwój obwodowych (wtórnych) tkanek limfatycznych (węzły chłonne, śledziona) w życiu zarodkowym i okresie dojrzewania, ich kompetencji immunologicznej w okresie poporodowym. W przeciwieństwie do innych narządów limfatycznych, grasica powstaje z endodermy i mezodermy. Nabłonek endodermalny III i IV kieszonki skrzelowej wytwarza sieć komórek nabłonkowych, która jest zasiedlana komórkami macierzystymi limfocytów (z mezodermy). Z sieci komórek nabłonkowych powstaje zrąb grasicy.
Komórki grasicy wędrują do obwodowych tkanek limfatycznych i zasiedlają je. Po tym procesie układ chłonny może funkcjonować nawet po usunięciu grasicy.
Niezbędna jest dla rozwoju odporności organizmu.
We wrodzonym braku tego narządu układ chłonny jest niewykształcony i istnieje upośledzona immunologiczna odporność komórkowa wraz z całkowitym brakiem gamma-globulin lub zbyt małą ich ilością.
Przerostom oraz nowotworom (grasiczak) grasicy często towarzyszą:
- miastenia,
- układowy toczeń trzewny
- niedokrwistość aplastyczna
- inne choroby autoimmunizacyjne.

## Grasica jako potrawa
Grasica jest uznawana przez niektórych za przysmak kulinarny. Wykorzystywana w tym celu jest zwłaszcza grasica cielęca i jagnięca.